# Saileriolidae
Die Saileriolidae sind eine Familie der Wanzen (Heteroptera) innerhalb der Teilordnung Pentatomomorpha. Nach einer Studie der Pentatomoidea aus dem Jahr 2008 anhand von morphologischen Merkmalen und DNA-Sequenzen zeigte sich, dass der lange Zeit als Unterfamilie der Urostylididae betrachteten Gruppe Familienrang zukommt.

## Merkmale
Die Wanzen erreichen kaum mehr als vier Millimeter Körperlänge. Ihr Kopf ist stark nach unten gerichtet. Die Facettenaugen sind nahe der Kopfbasis. Das dritte Glied der Fühler ist sehr kurz. Die Beine sind einfach gebaut und nicht spitz zulaufend. Die Hüften (Coxen) der mittleren und hinteren Beine sind mehr als ihre doppelte Länge voneinander entfernt. Das erste und dritte Tarsenglied ist jeweils länger als das zweite. Das Schildchen (Scutellum) ist vorne geschwollen. Das Corium der Hemielytren ist halbtransparent. Seine Spitze reicht hinter die Hinterleibsspitze. Am dritten und vierten Sternum des Hinterleibs fehlen offenbar bei allen Arten die Trichobothria. Die Duftdrüsenöffnung am Metathorax ist schlitzförmig und besitzt weder Peritrema noch einen Verdunstungsbereich.

## Vorkommen
Die Verbreitung der Familie umfasst den Süden und Osten Asiens.

## Lebensweise
Die Lebensweise der Gruppe ist bisher kaum bekannt. Mehrere Nymphenstadien von Ruckesona vitrella wurde auf einer Palme am Wasserrand gefunden. Dies legt nahe, dass es sich bei dieser nicht bestimmten Palmenart um den Wirt handelte. Sowohl bei den Imagines als auch bei den Nymphen wurden Chloroplasten im Verdauungstrakt gefunden, was nahelegt, dass sie sich nicht nur vom Saft der Wirtspflanzen ernähren.

## Taxonomie und Systematik
Lange Zeit galt die Gruppe als Unterfamilie der Urostylididae. Zwar galt und gilt als sicher, dass die beiden Gruppen die primitivsten der Überfamilie sind, dennoch erschien die Platzierung der Saileriolidae innerhalb der Urostylididae anhand der morphologischen Unterschiede problematisch. Nach einer Studie der Pentatomoidea aus dem Jahr 2008 zeigte sich anhand von morphologischen Merkmalen und DNA-Sequenzen, dass beiden Gruppen jeweils der Familienrang zuzuerkennen ist, um die Monophylie der Taxa aufrecht halten zu können. Die Urostylididae sind die am wenigsten entwickelte Gruppe der Pentatomoidea und steht zu allen übrigen Familien in einem Schwestergruppenverhältnis, die Saileriolidae stehen wiederum zu den verbleibenden Gruppen der Überfamilie in einem Schwestergruppenverhältnis. Diese wird durch die Riss am siebten Sternit bei den Weibchen und die jeweils zwei Paar oder zumindest zwei einzelnen Trichobotrien seitlich am Urosternit des fünften bis siebten Hinterleibssegments begründet, wobei letztere auch bei den Amnestinae so vorhanden sind.
Folgende Gattungen werden der Familie zugerechnet:
- Gattung Saileriola
  - Saileriola hyalina Schaefer & Ashlock, 1970 (Vietnam)
  - Saileriola sandakanensis China & Slater, 1956 (Borneo)
- Gattung Bannacoris
  - Bannacoris arboreus Hsiao, 1964 (China)
- Gattung Ruckesona
  - Ruckesoma vitrella Schaefer & Ashlock, 1970 (Thailand)

## Belege